# اوبی

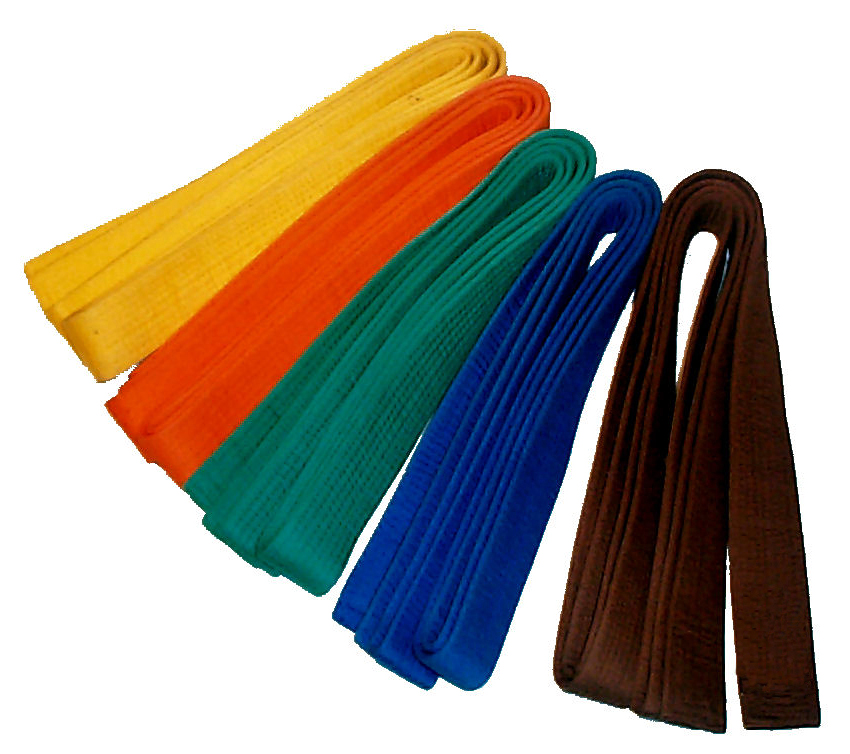

کمربند ورزشی یا اوبی (به ژاپنی: 帯?, おび) (به انگلیسی: Obi) نوعی وسیله پوششی است که در آن ورزشکاران با توجه به رنگ‌بندی آن تقسیم‌بندی می‌شوند. این تقسیم بندی بر اساس درجه و رتبه علمی و عملی ورزشکار می‌باشد. این رنگ بندی در ورزش‌های مختلف متفاوت است. ولی معمولاً از رنگهای درخشان مثل سفید و زرد و قرمز شروع شده و تا مشکی یعنی بالاترین رتبه ادامه دارد.

## نگارخانه

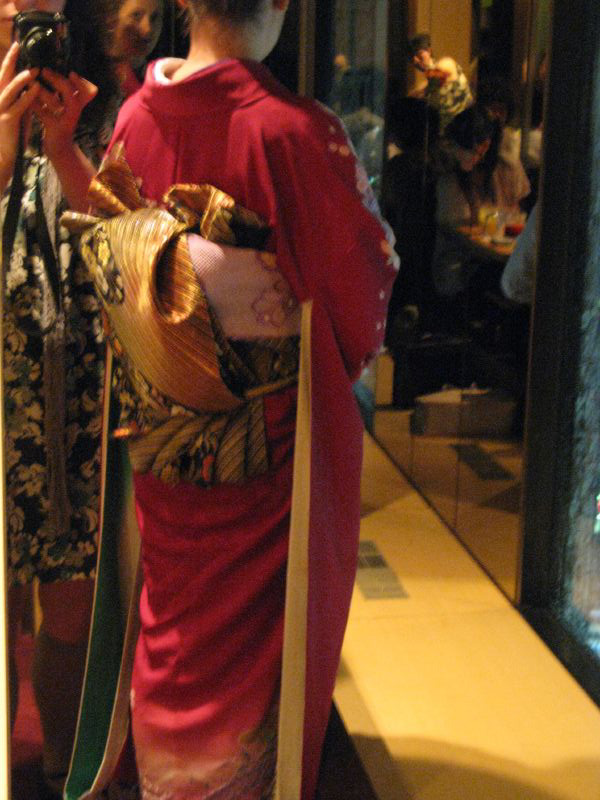
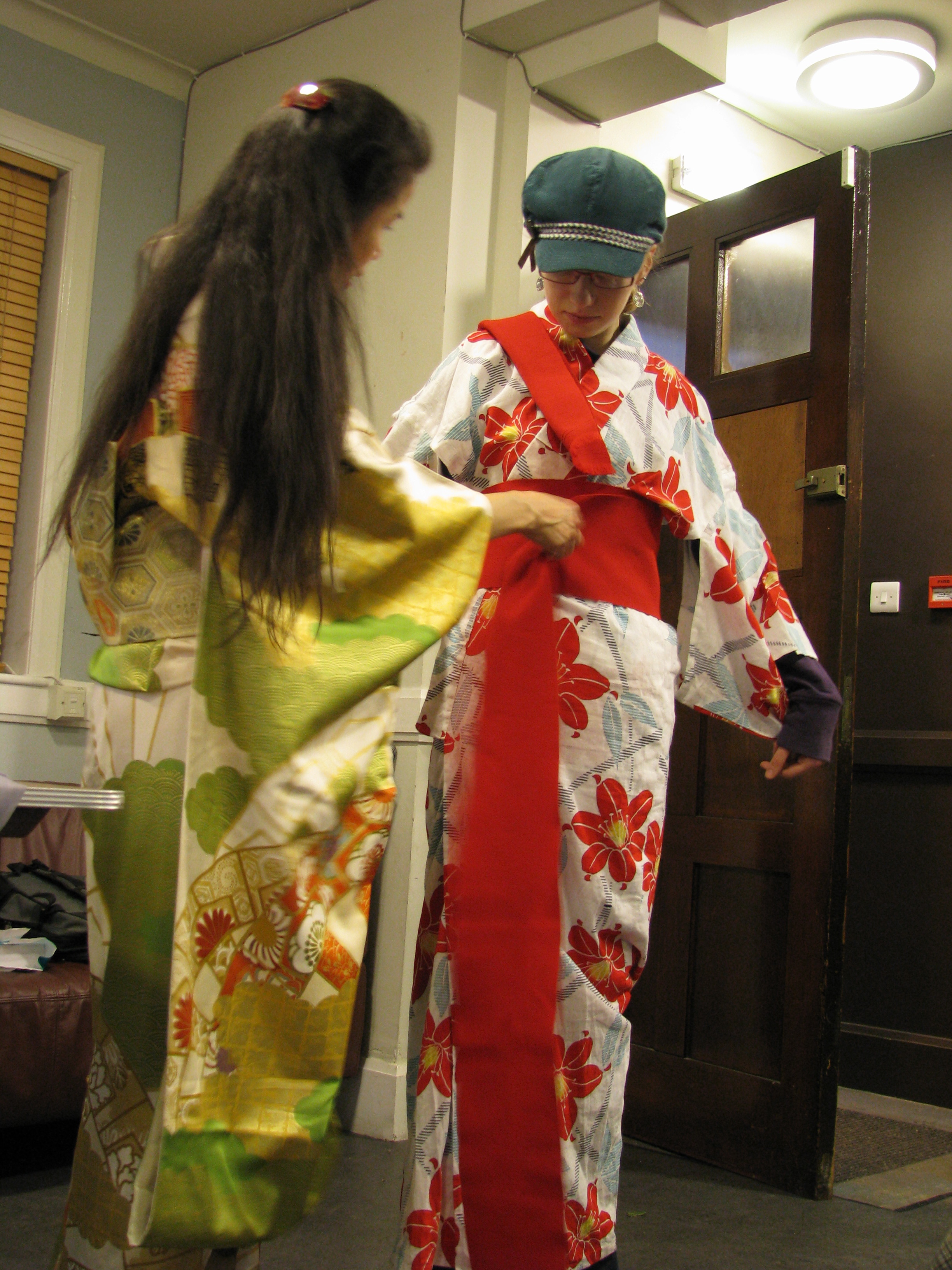
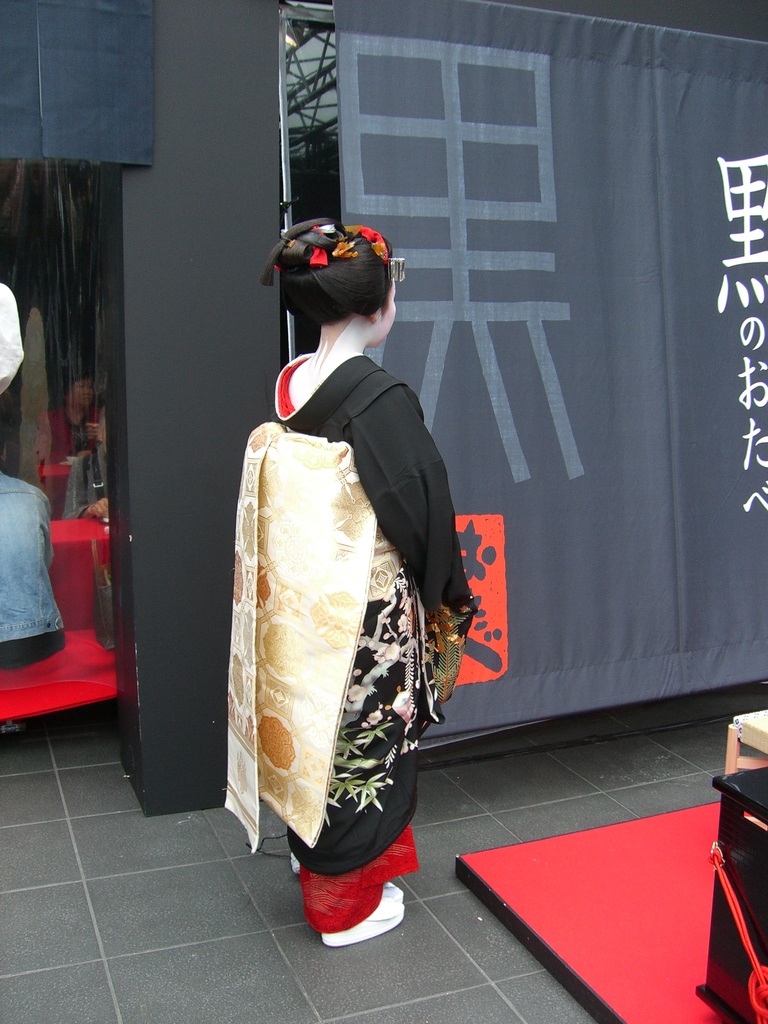
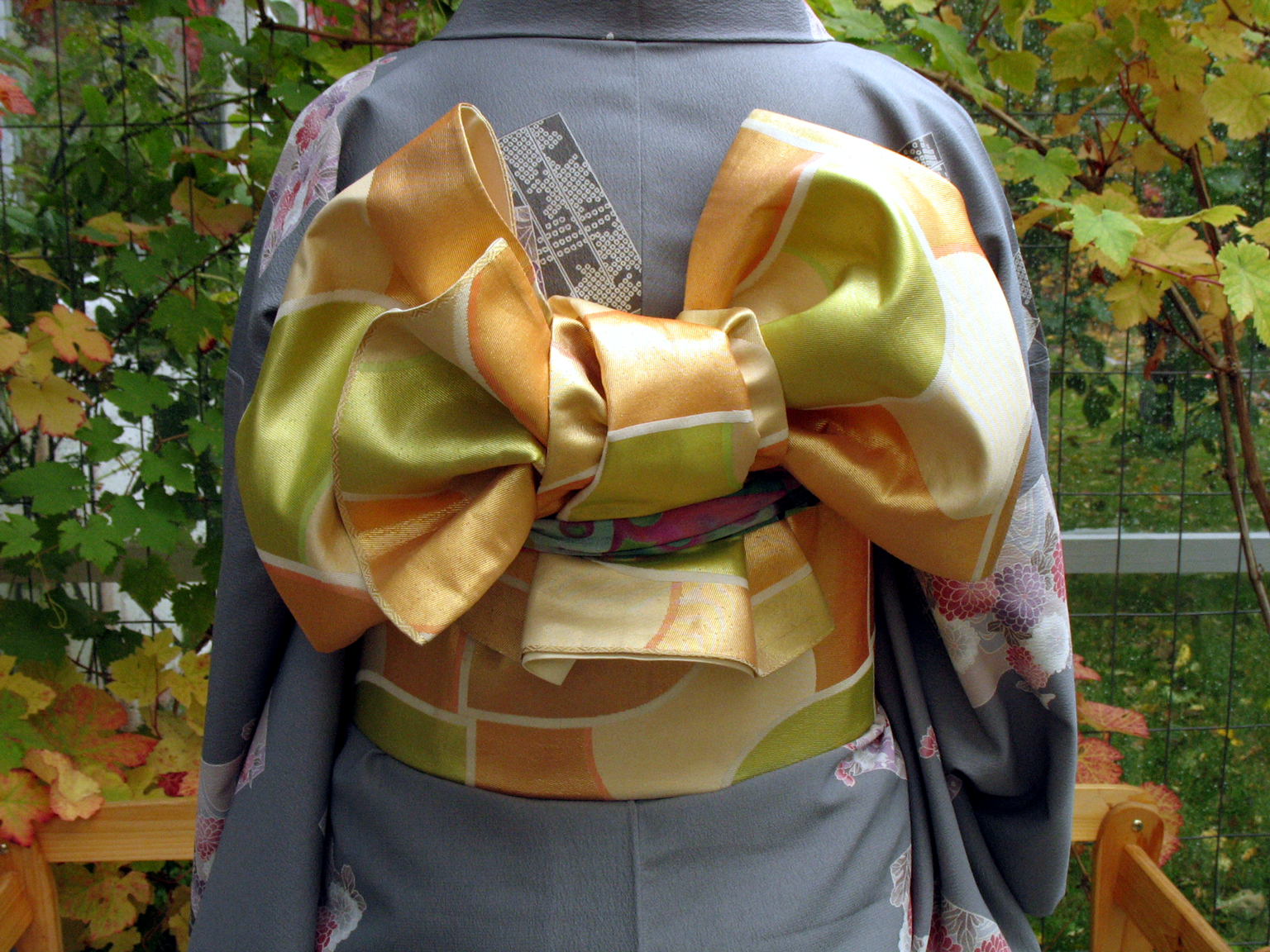